# Gulnara Karimovová
Gulnara Karimovová (uzbecky Gulnora Islomovna Karimova, rusky Гульнара Исламовна Каримова; * 8. července 1972, Fergana, Uzbecká sovětská socialistická republika, Sovětský svaz, dnes Uzbekistán) je uzbecká politička, vysokoškolská pedagožka a zpěvačka. Je nejstarší dcerou Isloma Karimova, uzbeckého diktátora.

## Životopis
Narodila se ve Ferganě v dnešním Uzbekistánu. V roce 1994 absolvovala Taškentskou státní univerzitu, dále studovala na Harvardově univerzitě, tamtéž roku 2000 obdržela magisterský titul. Od ledna 2010 roku působí jako velvyslankyně Uzbekistánu ve Španělsku. Její vliv na dění v zemi je díky jejímu otci vysoký, Gulnara je nejen ambasadorka, vysokoškolská pedagožka, filantropka, módní návrhářka a zpěvačka, ale vlastní i podíly v řadě významných uzbeckých firem. Byla považována za nástupkyni Karimova v roli prezidenta, ale roce 2013 kvůli rodinným sporům její vliv na dění v zemi značně zeslábl. Podle uniklých depeší WikiLeaks je Karimovová "nejnenáviděnější osobou v celém Uzbekistánu."